# Okurimono
Albums de Yukiko Okada
Okurimono II
(5 décembre 1985)
Albums par Yukiko Okada
Cinderella
(28 novembre 1984) FAIRY
(21 mars 1985)
Singles
1. -Dreaming Girl- Koi, Hajimemashite
Sortie : 21 septembre 1984

Okurimono (贈りもの, trad. : « Un cadeau ») est la première compilation de la chanteuse japonaise Yukiko Okada, sortie fin 1984.

## Développement
Il sort en format vinyle le 28 novembre 1984 puis en cassette audio le 5 décembre 1984 sous le label Canyon.
Le disque comprend les trois premiers singles et leurs chansons face B : First Date, Little Princess (les deux chansons figurant déjà sur le premier album studio Cinderella sorti deux mois auparavant) et -Dreaming Girl- Koi, Hajimemashite sorti plus récemment, qui ne sera retenu dans aucun album studio de la chanteuse et qui est le seul single extrait de cette compilation. Il contient notamment une chanson inédite Believe In You qui ne sortira que dix-huit ans plus tard, en 2002, sous une autre version (et sera renommé Believe in You (2002 strings version)), en tant que single à titre posthume et seize ans plus tard après le décès de la chanteuse.
La cassette audio inclut trois titres bonus comme étant les versions karaoké des trois premiers singles d'Okada.
Une deuxième compilation sortira un an plus tard portera le (même) titre de Okurimono II.

## Liste des titres
| Vinyle/CD | Vinyle/CD                                                             | Vinyle/CD        | Vinyle/CD        | Vinyle/CD            | Vinyle/CD | Vinyle/CD | Vinyle/CD | Vinyle/CD | Vinyle/CD |
| No        | Titre                                                                 | Musique          | Auteur           | Origine              | Durée     |           |           |           |           |
| --------- | --------------------------------------------------------------------- | ---------------- | ---------------- | -------------------- | --------- | --------- | --------- | --------- | --------- |
| 1.        | First Date (ファースト・デイト)                                       | Hagita Mitsuo    | Mariya Takeuchi  | 1re single           | 2:52      |           |           |           |           |
| 2.        | Soyo Kaze wa Peppermint (そよ風はペパーミント)                        | Omura Masaaki    | Shun Taguchi     | face B du 1re single | 3:20      |           |           |           |           |
| 3.        | Little Princess (リトル プリンセス)                                   | Omura Masaaki    | Mariya Takeuchi  | 2e single            | 3:07      |           |           |           |           |
| 4.        | -Dreaming Girl- Koi, Hajimemashite (-Dreaming Girl- 恋、はじめまして) | Hagita Mitsuo    | Mariya Takeuchi  | 3e single            | 3:35      |           |           |           |           |
| 5.        | Kimagure Teenage Love (気まぐれ Teenage Love)                         | Hagita Mitsuo    | Mariya Takeuchi  | face B du 3e single  | 3:46      |           |           |           |           |
| 6.        | Koi no Doubles (恋のダブルス)                                         | Hagita Mitsuo    | Kanchinfa        | face B du 2e single  | 2:59      |           |           |           |           |
| 7.        | Believe In You                                                        | Tatsushi Umegaki | Kimiko Yoshizawa | nouvelle chanson     | 4:26      |           |           |           |           |
| 22:45     |                                                                       |                  |                  |                      |           |           |           |           |           |

| Bonus (cassette audio) | Bonus (cassette audio)                                                                   | Bonus (cassette audio) | Bonus (cassette audio) | Bonus (cassette audio) | Bonus (cassette audio) | Bonus (cassette audio) | Bonus (cassette audio) | Bonus (cassette audio) | Bonus (cassette audio) |
| No                     | Titre                                                                                    | Musique                | Origine                | Durée                  |                        |                        |                        |                        |                        |
| ---------------------- | ---------------------------------------------------------------------------------------- | ---------------------- | ---------------------- | ---------------------- | ---------------------- | ---------------------- | ---------------------- | ---------------------- | ---------------------- |
| 8.                     | First Date (Original Karaoke) (ファースト・デイト)                                       | Hagita Mitsuo          | 1re single             | 2:50                   |                        |                        |                        |                        |                        |
| 9.                     | Little Princess (Original Karaoke) (リトル プリンセス)                                   | Omura Masaaki          | 2e single              | 3:08                   |                        |                        |                        |                        |                        |
| 10.                    | -Dreaming Girl- Koi, Hajimemashite (Original Karaoke) (-Dreaming Girl- 恋、はじめまして) | Hagita Mitsuo          | 3e single              | 3:35                   |                        |                        |                        |                        |                        |
| 9:33                   |                                                                                          |                        |                        |                        |                        |                        |                        |                        |                        |